# Turquinho
Antônio Felix Filho (c.1900, Providência – 19 de junho de 1974), mais conhecido como Turquinho, foi o primeiro patrulheiro da Polícia Rodoviária Federal.

## Início de vida
Foi filho de um imigrante sírio com uma mineira. Viajou para a Síria ainda adolescente, mas não conseguiu encontrar seus parentes e passou por dificuldades no país. Chegou a passar fome e frio e viveu de trabalhos informais. Após quatro anos no país, cansou-se  de suas condições de vida e decidiu voltar para o Brasil. Para tanto, trabalhou como grumete no navio Santarém, do Lloyd Brasileiro.

## Polícia Rodoviária Federal
Antônio trabalhou na construção da Rodovia Rio-Petrópolis e em 1927 militou pela criação de uma polícia de patrulhamento, o que aconteceu no Governo Washington Luis no ano seguinte. Em 1933, virou crítico da recém-criada Polícia de Estradas por ela nunca ter sido verdadeiramente implementada. Ele, então, foi diversas vezes ao Palácio do Catete exigir a implementação efetiva das patrulhas.
Cansado das respostas negativas, comprou uma moto Zundapp KS 750 e passou a fazer as patrulhas sozinho, munido apenas de um revólver e binóculos. Em uma dessas patrulhas, Antônio se encontrou com  Getúlio Vargas, o qual já conhecia, e seu segurança, Gregório Fortunato, onde ele questionou o presidente sobre a implementação da polícia.
Em 1935, foi chamado pelo administrador Natal Crosato, a mando de Yeddo Fiuza, Chefe da Comissão de Estradas e Rodagem, para ser o primeiro Inspetor de Tráfego, onde deveria ajudar a treinar e organizar a patrulha das rodovias Rio-Petrópolis, Rio-São Paulo e União Indústria. Para isso, ganhou uma moto Harley Davidson e passou a fazer rondas com cerca de 450 homens da Comissão de Estradas de Rodagem. Ele também foi um dos maiores conselheiros de Carlos Rocha Miranda.
O primeiro quadro de policiais foi criado oficialmente em 23 de julho de 1935 com o auxílio de Carlos Rocha Miranda. Eram eles: Antônio Wilbert Sobrinho, Alizue Galdino Neves, Ranulpho Pereira de Carvalho, Manoel Fonseca Soares, Nicomedes Rosa e Silva, Waldemar Barreto, Andelson José dos Santos, Manoel Gomes Guimarães, Pedro Luiz Plum, Mário Soares, Luciano Alves e Nelson Azevedo Barbosa.
Turquinho deixou o patrulhamento com motocicletas em 2 de setembro de 1947 após um grave acidente envolvendo seu veículo e um automóvel da comitiva do Corpo Diplomático, ocupado pelo General Pedro Aurélio de Góis Monteiro.

### Nossa Senhora da Medalha Milagrosa
No dia 30 de dezembro de 1936, Turquinho estava dirigindo em uma ronda noturna na Rio-Petrópolis quando pensou ter atropelado uma mulher que atravessava a rodovia distraida. Quando voltou para prestar socorro, a rodovia estava deserta, e no local estava uma medalha com a imagem de uma santa. Neste dia, ele jurou criar a maior força policial do Brasil. Mais tarde, a santa foi identificada como a Nossa Senhora da Medalha Milagrosa. Turquinho carregou a medalha consigo até o fim da vida, e, em 2004, ela virou a padroeira da Polícia Rodoviária Federal.